# 英国勅許生物学者
英国勅許生物学者 （えいこくちょっきょせいぶつがくしゃ、英:  en:Chartered Biologist）は、英国における生物学に関する資格。

## 概要
英国勅許生物学者の資格は英国王立生物学会（en:Royal Society of Biology、）によって与えられる。英国王立生物学会は1950年に設立、1979年に英国女王より勅許（Royal Charter）を受けたInstitute of Biologyを前身に持つ王立の学会である。
資格取得の対象者は同学会員中MRSBもしくはFRSBの称号を持つ者に限られる。取得にあたっては、学会員は新規技術の習得、生物学全般を含む学会や英国王立生物学会が認めるイベントへの参加、また生物学に関する学術雑誌に投稿された論文の査読など50以上の項目からなる年間継続能力開発（Continuing Professional Development、CPD）プログラムに2年間合格するか、もしくは12にわたる能力評価項目の全てにおいて学会による認定を受けることにより、専門分野において十分な実績を10年以上残していることを証明しなければならない。またこの資格を維持するためには上記CPDプログラムに毎年合格し続けなければならない。
Chartered Biologistの肩書は英国における名称独占資格であり、したがってこの資格を持つ者以外の名称の使用は法により禁止されている。
MRSBもしくはFRSBの称号と同様、有資格者は氏名の後にCBiolの学術称号をつけること（例：John Smith CBiol MRSB）が許される。